# Stazione di Fukui (Fukui)
La stazione di Fukui (福井駅?, Fukui-eki) è la principale stazione ferroviaria di Fukui, e una delle principali della regione dello Hokuriku. La stazione è servita da diversi treni espressi limitati e notturni che la collegano con varie zone del Giappone, e in particolare Osaka, verso la quale si ha un collegamento ogni ora grazie all'espresso Thunderbird.

## Linee
JR West
■ Linea principale Hokuriku
■ Linea Etsumi-Hoku
Ferrovie dell'Echizen
■ Linea Katsuyama Eiheiji
■ Linea Mikuni Awara (servizio ferroviario)

### Linee tranviarie
Tram di Fukui
■ Linea Fukubu

### Linee in costruzione
JR East
 Hokuriku Shinkansen (dal 2025)

## Struttura
La stazione è costituita da due fabbricati viaggiatori separati, il principale per le linee JR, e l'altro per le ferrovie dell'Hokuriku.

### Stazione JR
La stazione JR West è dotata di due marciapiedi a isola, con cinque binari totali su viadotto (uno di essi tronco e non elettrificato per la linea Etsumi-Hoku). Il piano dei binari è completamente coperto da una tettoia in acciaio, per proteggere l'infrastruttura dalle abbondanti nevicate invernali. Inoltre, è attualmente in preparazione l'area che dal 2025 ospiterà i binari della linea ad alta velocità Hokuriku Shinkansen, anch'essa realizzanda in viadotto a fianco delle linee regionali.
| Binari | Linea                       | Direzione | Principali destinazioni    |
| ------ | --------------------------- | --------- | -------------------------- |
| 1-3    | ■ Linea principale Hokuriku | Kanazawa  | Kanazawa, Toyama e Naoetsu |
| 2      | ■ Linea Etsumi-Hoku         | -         | Echizen-Ōno e Kuzuryūko    |
| 4-5    | ■ Linea principale Hokuriku | Ōsaka     | Tsuruga, Maibara e Ōsaka   |

### Stazione Ferrovie dell'Echizen
La stazione delle Ferrovie dell'Echizen si trova provvisoriamente in superficie (verrà anch'essa portata sua viadotto in futuro), ed è costituita da due binari tronchi.
| Binario | Linea                     | Principali destinazioni    |
| ------- | ------------------------- | -------------------------- |
| 1       | ■ Linea Mikuni Awara      | Awara-Yunomachi e Mikunikō |
| 2       | ■ Linea Katsuyama Eiheiji | Eiheijiguchi e Katsuyama   |

## Stazioni adiacenti
| «                          | Servizio                  | »                         |
| Linea principale Hokuriku  | Linea principale Hokuriku | Linea principale Hokuriku |
| -------------------------- | ------------------------- | ------------------------- |
| Echizen-Hanandō            | Locale                    | Morita                    |
| Sabae ←                    | Rapido1                   | ← Capolinea               |
| Linea Etsumi-Hoku          |                           |                           |
| Echizen-Hanandō            | Locale                    | Capolinea                 |
| Hokuriku Shinkansen        |                           |                           |
| Awara-Onsen                | Locale                    | Nan'etsu                  |
| Linea Katsuyama Eiheiji    |                           |                           |
| Linea Mikuni Awara         |                           |                           |
| Capolinea                  | Locale                    | Shin-Fukui                |
| Linea Fukubu (tram)        |                           |                           |
| Shiyakusho-mae (Municipio) | Locale Espresso           | Capolinea                 |

- 1: Un solo treno la mattina uscente da Fukui